# Bedano
Bedano is een gemeente en plaats in het Zwitserse kanton Ticino, en maakt deel uit van het district Lugano.

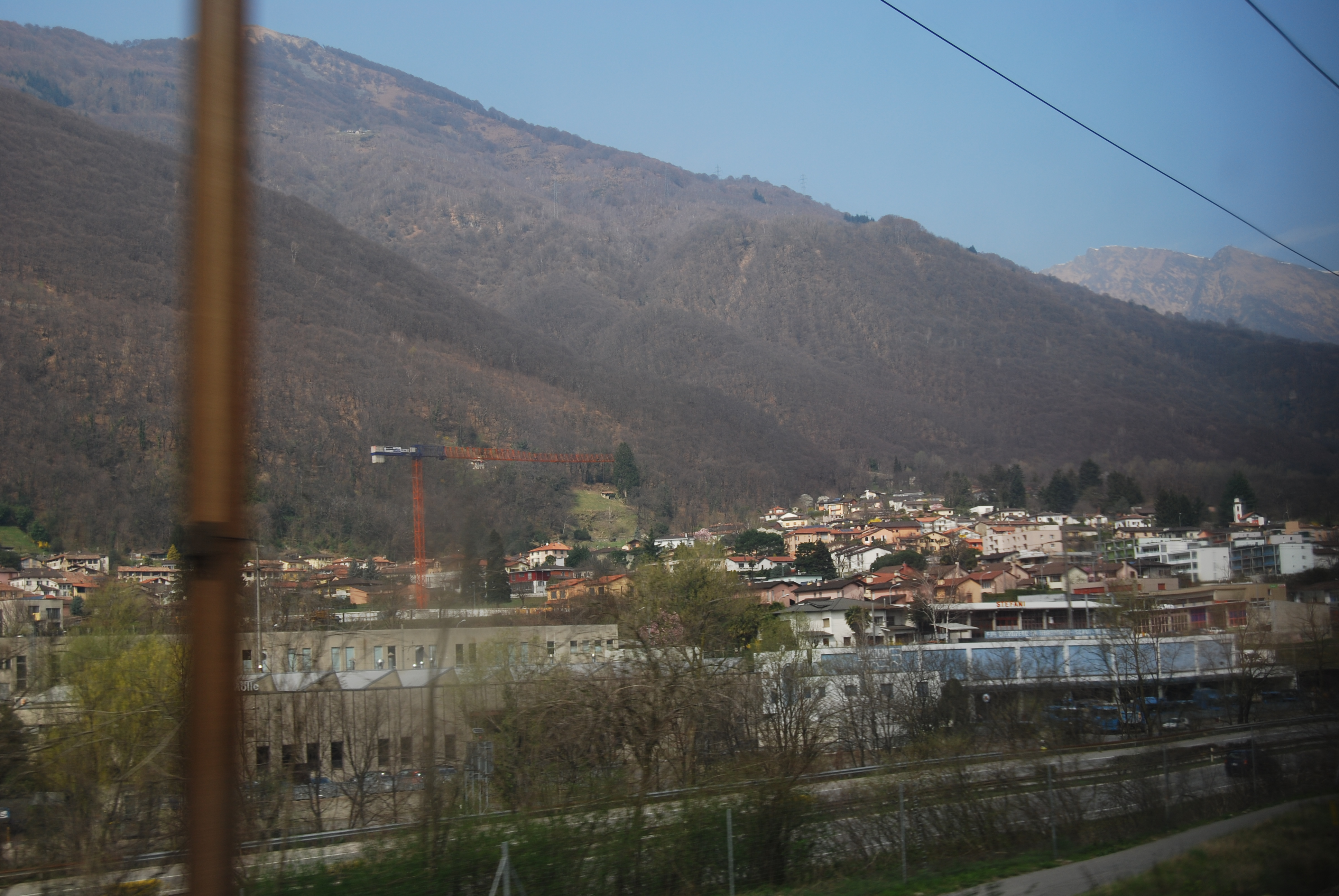
Bedano

Bedano telt 1328 inwoners.